# 1979-es Vuelta ciclista a España
Az 1979-es Vuelta ciclista a España volt a 34. spanyol körverseny. 1979. április 24-e és május 13-a között rendezték. A verseny össztávja 3373 km volt, és 19 szakaszból állt. Végső győztes a holland Joop Zoetemelk lett.

## Végeredmény
|    | Versenyző         | Csapat               | Idő           |
| -- | ----------------- | -------------------- | ------------- |
| 1  | Joop Zoetemelk    | Miko-Mercier         | 94 óra 57' 03 |
| 2  | Francisco Galdos  | Kas-Campagnolo       | 2' 43         |
| 3  | Michel Pollentier | Splendor-Euro Soap   | 3' 21         |
| 4  | Faustino Rupérez  | Moliner-Vereco       | 5' 51         |
| 5  | Lucien Van Impe   | Kas-Campagnolo       | 6' 30         |
| 6  | Pedro Torres      | Transmallorca-Flavia | 6' 49         |
| 7  | Felipe Yanez      | Novostil-Helios      | 7' 41         |
| 8  | Christian Seznec  | Miko-Mercier         | 8' 03         |
| 9  | Fons De Wolf      | Boule d'Or-Lano      | 10' 01        |
| 10 | Julian Andiano    | Moliner-Vereco       | 10' 52        |